# Acalypha fissa
Acalypha fissa är en törelväxtart som först beskrevs av Johannes Müller Argoviensis, och fick sitt nu gällande namn av John Hutchinson. Acalypha fissa ingår i släktet akalyfor, och familjen törelväxter. Inga underarter finns listade i Catalogue of Life.